# Aeschynomene genistoides
Aeschynomene genistoides là một loài thực vật có hoa trong họ Đậu. Loài này được (Taub.) Rudd miêu tả khoa học đầu tiên.